# Großmufti des Kosovo
Großmufti des Kosovo ist die Bezeichnung für den Mufti, der für die Führung des obersten religiösen Amtes der Muslime des Kosovo verantwortlich ist. Der Amtssitz des Großmuftis ist Priština. Großmufti Rexhep Boja bekleidete das Amt von 1990 bis 2003, Großmufti Naim Tërnava seit 2008.